# Stage Beauty
Stage Beauty (engl. Bühnenschönheit) ist eine romantische Komödie des Regisseurs Richard Eyre, die in der Londoner Theaterwelt um das Jahr 1660 spielt. Der Film beruht auf dem Theaterstück Compleat Female Stage Beauty des Autors Jeffrey Hatcher, der auch das Drehbuch für den Film schrieb. Gedreht wurde er im Jahr 2003 im Old Royal Naval College im Londoner Stadtteil Greenwich sowie in den Shepperton Studios.

## Handlung
Bis weit ins 17. Jahrhundert durften auf englischen öffentlichen Bühnen nur Männer spielen; Frauen war die Schauspielerei verboten. Einige Schauspieler spezialisierten sich auf die Darstellung von Frauen und waren dabei oft sehr erfolgreich, wie Edward „Ned“ Kynaston, die Hauptfigur des Films. Er spielt Frauen nicht nur auf der Bühne, sondern auch in seiner homosexuellen Beziehung mit dem Duke of Buckingham.
Auf „Untergrund“-Bühnen wird gegen das Verbot von Frauen auf der Bühne verstoßen. Die Schauspielerin Mrs. Margaret Hughes wird zum Stadtgespräch. König Charles II. beschließt auf Anregung seiner Mätresse Nell Gwyn, nicht nur Frauen auf den Bühnen zuzulassen, sondern darüber hinaus auch noch die Darstellung von Frauenrollen durch Männer zu verbieten. Ned Kynaston wird durch dieses Verbot hart getroffen, vor allem, da sich hinter dem neuen weiblichen Bühnenstar Margaret Hughes niemand anderes als seine bisherige Garderobiere Maria verbirgt, die Ned bewundert und seine Paraderolle, die Desdemona in Shakespeares Othello, heimlich in einem „Untergrund“-Theater gespielt hat.
Ned ist durch Ausbildung und jahrelange Gewohnheit so auf weibliche Rollen spezialisiert, dass es ihm nicht gelingt, überzeugend einen Mann zu spielen. Er findet keine Arbeit mehr, betrinkt sich und muss sich in unwürdigen Spektakeln verdingen. Maria rettet ihn aus diesen Verhältnissen. Trotz anfänglicher Annäherung zerstreiten sich die beiden wieder. Da Unzufriedenheit mit Marias Darstellung der Desdemona besteht, wird schließlich Ned engagiert, der ihr beibringen soll, die Rolle zu spielen. Er verwirft alle traditionelle Schauspielkunst, übernimmt selbst die Rolle des Othello und spielt zusammen mit Maria die Szene, in der Othello Desdemona tötet, in einer gänzlich neuen, überaus realistischen Art, sodass sogar der anwesende König beeindruckt ist. Der den Film abschließenden Annäherung zwischen Ned und Maria steht nun nichts mehr im Weg.

## Hintergrund
Der Autor Jeffrey Hatcher schöpfte für die Handlung aus verschiedenen Quellen, vor allem aus den Tagebüchern von Samuel Pepys, der auch als Nebenfigur im Film auftaucht. Während nicht sicher belegt ist, warum tatsächlich plötzlich Frauen Theater spielen durften, ist das Verbot, dass Männer Frauenrollen spielen, historisch belegt. Ganz sicher nicht historisch ist die gegen Schluss des Filmes gezeigte neue Art, Theater zu spielen, die erst Jahrhunderte später aufkam.
Ned Kynaston und Margaret Hughes sind, ebenso wie alle anderen Hauptpersonen des Films, historische Personen. Margaret Hughes erster Bühnenauftritt war, wie viele Historiker annehmen, am 6. Dezember 1660 in der Rolle der Desdemona in Shakespeares Stück Othello. Die Aufführung durch Thomas Killigrews neue King’s Company fand im Vere Street Theatre statt.
Viele Kritiker fühlten sich von Stage Beauty an den ähnlichen Film Shakespeare in Love erinnert. Stage Beauty ist aber keineswegs eine reine Kopie dieses Films, sondern thematisiert bei ähnlicher Ausgangslage andere Fragen wie das Selbstverständnis der Geschlechter.

## Kritiken
- cinefacts.de[3]: „Theaterdrama um Identitätssuche und stardom, um Geschlechterverwirrungen und den Aufbruch einer neuen Zeit – hervorragend gespielt, souverän inszeniert und mit großartigem Witz versehen.“

## Auszeichnungen
- Phoenix Film Critics Society Awards: Overlooked Film of the Year 2004